# Anthurium seibertii
Anthurium seibertii är en kallaväxtart som beskrevs av Thomas Bernard Croat och R.A.Baker. Anthurium seibertii ingår i släktet Anthurium och familjen kallaväxter. Inga underarter finns listade.